# Теорема о равномерной непрерывности
Теорема о равномерной непрерывности или Теоре́ма Ка́нтора — Ге́йне говорит, что непрерывная функция, определённая на компакте, равномерно непрерывна на нём.

## Формулировка
Пусть даны два метрических пространства {\displaystyle (X,\rho _{X})} и {\displaystyle (Y,\rho _{Y}).} Пусть также дано компактное подмножество {\displaystyle A\subset X} и определённая на нём непрерывная функция {\displaystyle f\colon A\to Y.} Тогда {\displaystyle f} равномерно непрерывна на {\displaystyle A.}

### Замечания
- В частности, непрерывная вещественнозначная функция, определённая на отрезке, {\displaystyle f\colon [a,b]\subset \mathbb {R} \to \mathbb {R} } равномерно непрерывна на нём.

- В условиях теоремы компакт нельзя заменить на произвольное открытое множество. Например, функция
{\displaystyle f(x)={\frac {1}{x}},\;x\in (0,1)}

непрерывна на всей области определения, но не является равномерно непрерывной.
Воспользуемся доказательством от противного.
Пусть {\displaystyle f(x)} — функция, отвечающая условиям теоремы (на компакте {\displaystyle A}), но не равномерно непрерывная на нём.
Тогда существует такое {\displaystyle \varepsilon }, что для всех {\displaystyle \delta >0} существуют такие {\displaystyle x} и {\displaystyle y}, расстояние между которыми меньше {\displaystyle \delta }, но расстояние между их образами не менее {\displaystyle \varepsilon }:
{\displaystyle \exists \varepsilon >0\colon \quad \forall \delta >0\ \exists x_{\delta },y_{\delta }\in A\colon \quad d(x,y)<\delta ,} но {\displaystyle d(f(x),f(y))\geqslant \varepsilon .}
Возьмём последовательность {\displaystyle \{\delta _{k}\}}, сходящуюся к 0, например, {\displaystyle \left\{{\frac {1}{k}}\right\}}. Построим последовательности {\displaystyle x_{k}} и {\displaystyle y_{k}} так, чтобы
{\displaystyle d(x_{k},y_{k})<{\frac {1}{k}}}, но {\displaystyle d(f(x_{k}),f(y_{k}))\geqslant \varepsilon }
{\displaystyle A} — компакт, поэтому можно выделить сходящуюся подпоследовательность:
{\displaystyle x_{k_{j}}\to {\bar {x}}\in A.}
Но так как расстояние между членами обеих последовательностей стремится к нулю, то, воспользовавшись неравенством треугольника, получаем, что соответствующие подпоследовательности стремятся к одной точке: {\displaystyle {\bar {x}}=\lim \limits _{j\to \infty }y_{k_{j}}=\zeta }. И, так как {\displaystyle f} непрерывна {\displaystyle f(x_{k_{j}})\to f(\zeta ),\quad f(y_{k_{j}})\to f(\zeta )\Rightarrow d(f(x_{k_{j}}),f(y_{k_{j}}))\to 0}, что противоречит предположению, что {\displaystyle d(f(x_{k}),f(y_{k}))\geqslant \varepsilon }.
Стало быть, функция, непрерывная на компакте, действительно равномерно непрерывна на нём.

## История
Определение равномерной непрерывности появляется в работе Гейне.
Через два года он публикует доказательство теоремы для функций определённых на замкнутом ограниченном интервале.
В этих работах, он не претендует на оригинальность и его доказательство практически повторяет доказательство Дирихле опубликованное им в его лекциях 1854 года.
Основной вклад, по-видимому, принадлежит Больцано.